# 桑折町
桑折町（こおりまち）は、福島県中通り北部に位置し、伊達郡に属する町。
福島都市圏を構成する自治体のひとつ。

## 概要
江戸時代以前は奥州街道と羽州街道が交わる要所として栄え、明治以降は県都福島市の衛星都市として親密な関係を築いている町である。
果物の生産が盛んな点が特徴で、質が高いことで知られている桃の一大産地福島県の中でも特に高品質な桃を提供することで知られている町で、20年以上連続で皇室・宮家への献上桃として指定を受けている。そのことから桑折は「献上桃の郷」と呼称している。リンゴの品種である「王林」発祥の地でありリンゴの生産も盛んである。
隣接する福島市および桑折町を含む伊達エリアとの合併構想が幾度となく議論されている。

## 地理
町の北西の半分が山地および丘陵地で、東半分と南部が阿武隈川沿いの福島盆地にある。町の北西には半田山があり、周辺を水源とするいくつかの河川が、町の南東部を流れる阿武隈川にむかって流れる。
- 山岳：半田山 (863m)
- 河川：阿武隈川、産ヶ沢川
- 湖沼：半田沼、藤倉ダム

### 人口
| 桑折町（に相当する地域）の人口の推移 \| 1970年（昭和45年） \| 14,723人 \| \| \| 1975年（昭和50年） \| 14,818人 \| \| \| 1980年（昭和55年） \| 14,901人 \| \| \| 1985年（昭和60年） \| 14,918人 \| \| \| 1990年（平成2年） \| 14,692人 \| \| \| 1995年（平成7年） \| 14,221人 \| \| \| 2000年（平成12年） \| 13,700人 \| \| \| 2005年（平成17年） \| 13,411人 \| \| \| 2010年（平成22年） \| 12,853人 \| \| \| 2015年（平成27年） \| 12,271人 \| \| \| 2020年（令和2年） \| 11,459人 \| \| |          |  |
| 総務省統計局 国勢調査より |          |  |
| 1970年（昭和45年） | 14,723人 |  |
| 1975年（昭和50年） | 14,818人 |  |
| 1980年（昭和55年） | 14,901人 |  |
| 1985年（昭和60年） | 14,918人 |  |
| 1990年（平成2年） | 14,692人 |  |
| 1995年（平成7年） | 14,221人 |  |
| 2000年（平成12年） | 13,700人 |  |
| 2005年（平成17年） | 13,411人 |  |
| 2010年（平成22年） | 12,853人 |  |
| 2015年（平成27年） | 12,271人 |  |
| 2020年（令和2年） | 11,459人 |  |

## 歴史
歴史に登場するのは奈良時代からという。郡司が政務を執る郡衙が在るため郡(こおり)と呼ばれ、それが桑折となったのは養蚕が盛んなためとも。
- 1686年（貞享3年） - 桑折代官陣屋が構えられる。
- 1700年（元禄13年） - 白河新田藩主、奥平忠尚が2万石で入封以後3代続き上野国篠塚藩へ転封。
- 1889年（明治22年）4月1日 - 町村制施行により伊達郡桑折村が町制施行し（旧）桑折町が発足[2]。
- 1947年（昭和22年）8月17日 - 昭和天皇の戦後巡幸。製糸工場などを視察[3]。
- 1955年（昭和30年）1月1日 - 桑折町、睦合村、伊達崎村、半田村が合併し、桑折町となる。
- 2011年（平成23年）3月11日 - 東日本大震災が発生。桑折町で震度6弱を観測。
- 2020年（令和2年）12月28日 - 町役場の新庁舎が年明けに開庁することから町は同日、現庁舎の閉庁式を行った。新庁舎での一般業務開始は2021年（令和3年）1月4日[4][5]。伊達郡桑折町字東大隅18番地から伊達郡桑折町大字谷地字道下22番地7へ移転した。

## 行政

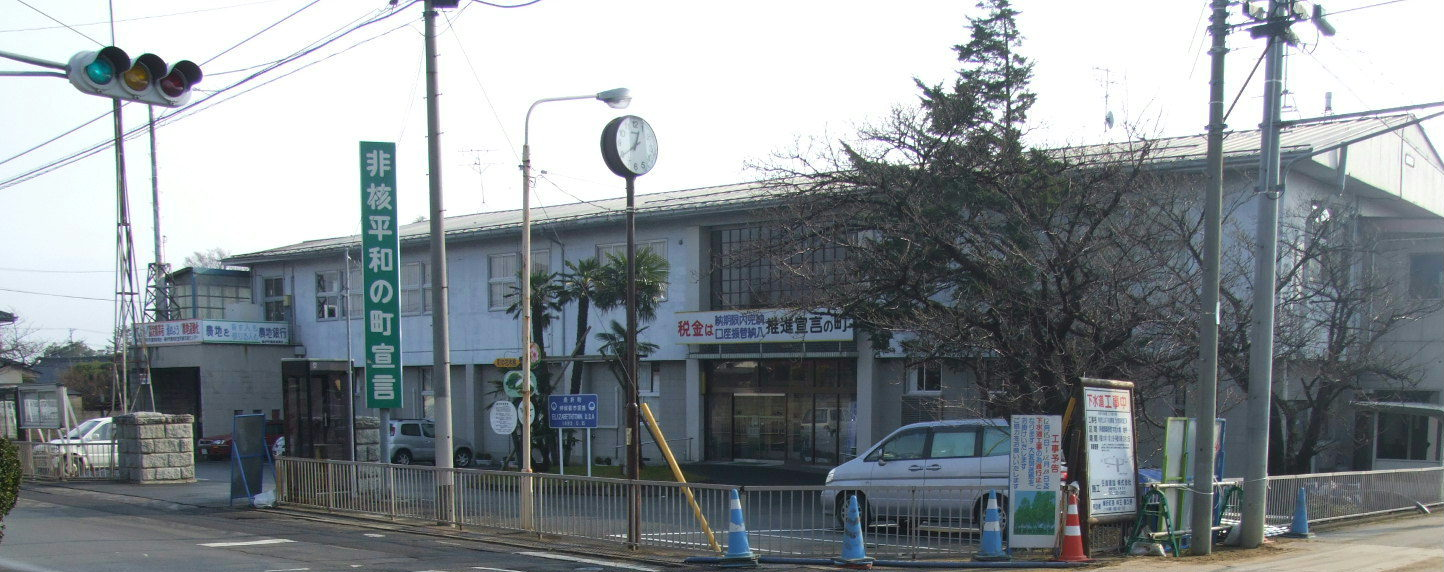
旧町役場（2006年12月）

- 町長：髙橋 宣博

## 観光
- 旧伊達郡役所 - 国の重要文化財
- 桑折西山城址 - 国の史跡、伊達氏発祥の地とされる
- 半田銀山 - かつての日本三大鉱山
- 伊達五山 - 伊達エリア5か所の仏閣

## 提携都市
- エリザベスタウン（アメリカ合衆国ケンタッキー州）
1992年（平成4年）5月15日、姉妹都市提携。

## 郵便
- 桑折郵便局
- 半田郵便局
- 伊達崎郵便局
  - 集配は福島東郵便局が担当

## 教育

### 高等学校
私立
- 聖光学院高等学校(第二校舎)

### 中学校
市立
- 桑折町立醸芳中学校

### 小学校
市立
- 桑折町立醸芳小学校
- 桑折町立睦合小学校
- 桑折町立半田醸芳小学校
- 桑折町立伊達崎小学校

## 交通

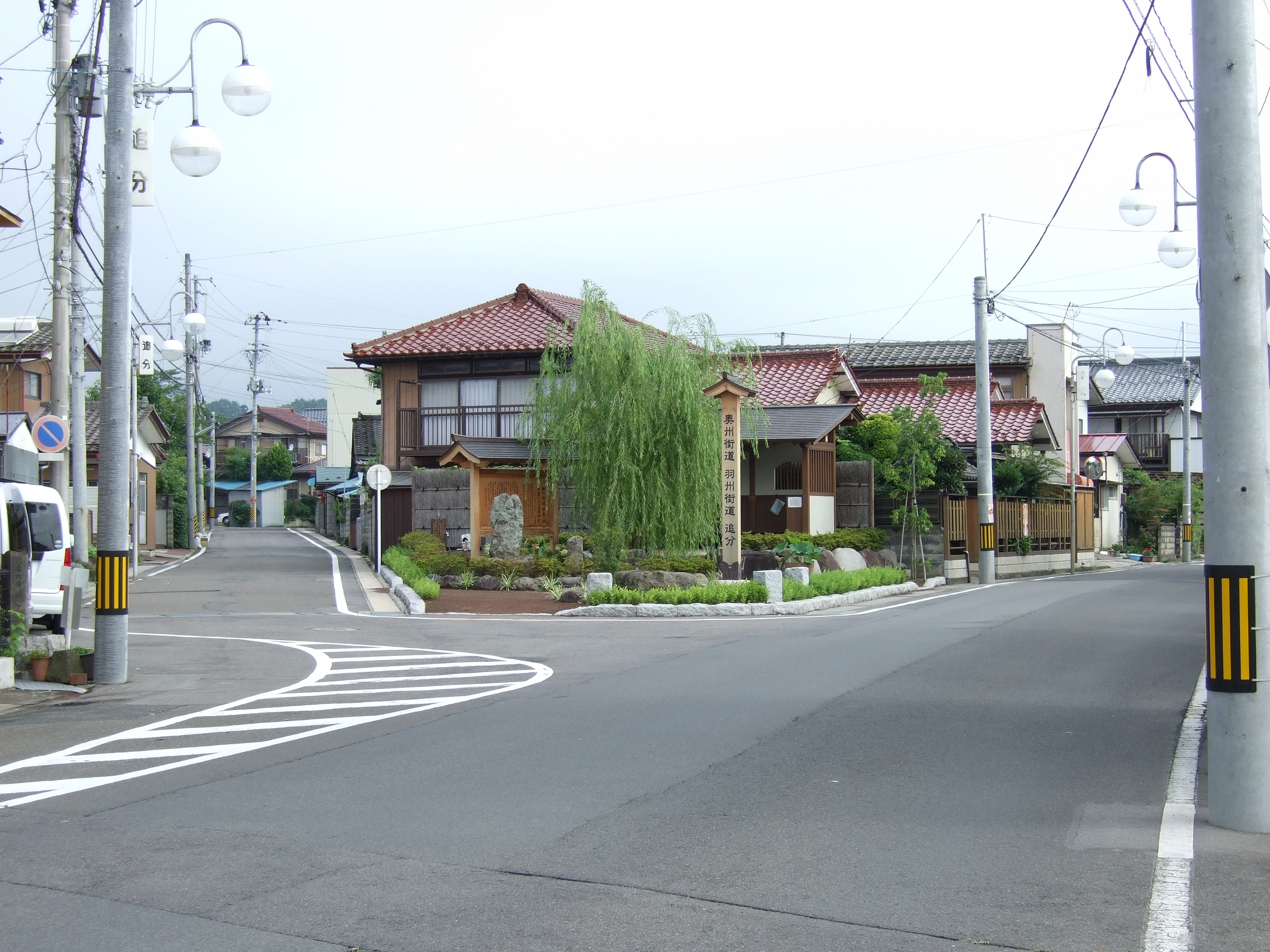
桑折追分
手前と右が奥州街道、左が羽州街道に相当

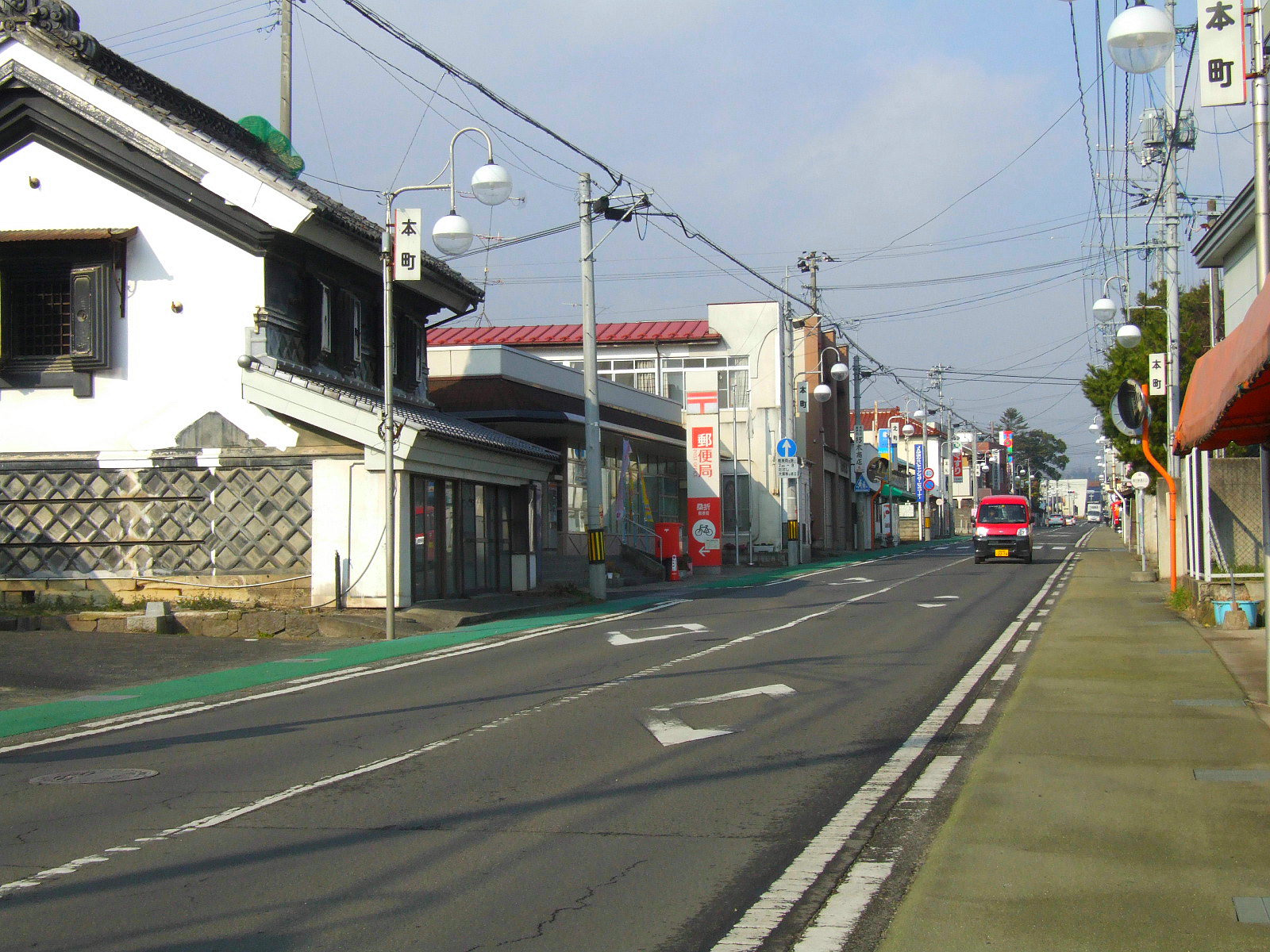
奥州街道

国道4号、東北本線など、主要な幹線が南北に伸びているので交通の便は良い。
江戸時代には羽州街道が奥州街道から分岐する追分で、江戸と出羽国を行き来するには桑折宿を経由するのが普通だった。しかし明治時代になると白石や米沢を回る道のほうが重視されるようになった。現在羽州街道にほぼ相当する国道13号は、奥州街道に相当する国道4号から福島市内で分岐し米沢市へと西進しているため、当町を経由していない。

### 鉄道
東日本旅客鉄道（JR東日本）
- 東北本線：桑折駅

### バス
- 福島交通

### 道路
東北自動車道と東北中央自動車道（相馬福島道路）が通過するが町内にICはない。最寄りのICは隣接する国見町の国見ICおよび伊達市の伊達桑折ICである。
国道
- 国道4号

福島県道
- 福島県道31号浪江国見線
- 福島県道123号保原伊達崎桑折線
- 福島県道124号飯坂桑折線
- 福島県道353号国見福島線

## 経済

### 企業
- フクシマフーズ - 東洋水産子会社
- 日立Astemo 福島工場

## 著名人

### 出身者
- 角田文衞 - 歴史研究者
- 3代角田林兵衛 - 貴族院多額納税者議員
- 亀岡高夫 - 政治家（元建設大臣・農林水産大臣）
- メイジー・ヒロノ（広野慶子） - アメリカ合衆国上院議員（ハワイ州選出）
- 新房昭之 - アニメ演出家、アニメ監督（代表作：魔法少女まどか☆マギカ）
- 浅野豊美 - 早稲田大学教授、国際政治学者、歴史学者
- 野村隈畔 - 哲学者